# Концерт для фортепиано с оркестром № 2 (Шопен)
Концерт для фортепиано с оркестром № 2 фа минор op. 21 был написан Фредериком Шопеном в 1830 году, но напечатан только в 1836 году, после Первого концерта, почему и получил свой порядковый номер. Премьера концерта состоялась в Варшаве 17 марта 1830 года, партию фортепиано исполнил автор, дирижировал Кароль Курпиньский. Примерная продолжительность звучания 32 минуты.

## Строение концерта
1. Maestoso (f-moll)
2. Larghetto (As-dur)
3. Allegro vivace (f-moll — F-dur)